# Javier Pérez Garrido
Javier Pérez Garrido (Madrid, 1985) is een Spaans componist, muziekpedagoog, dirigent en klarinettist.

## Levensloop
Javier Pérez Garrido behaalde een “advanced degree” voor klarinet (2008) en compositie (2010) aan het concervatorium van Murcia, Spanje. In diverse nationale en internationale muziekwedstrijden heeft hij prijzen gewonnen, zowel voor zijn klarinetspel als voor zijn composities. Javier heeft met vele van de belangrijkste jeugdharmonie en symphonische orkesten in Europa opgetreden als solist.
Sinds 1998 heeft hij bijna 80 werken gecomponeerd voor soloinstrumenten, kamerorkest, ensemble, harmonie en symfonieorkesten. Zijn composities zijn uitgevoerd in diverse Europese, Aziatische en Amerikaanse landen. In 2014 is hij genomineerd voor de prestigieuze Hollywood in Media Awards 2014 in de categorie Contemporary Orchestral/Instrumental.

## Composities

### Werken voor orkest
- 2005 Rev. 2010 La Reina de las Flores, Op.10, symfonisch gedicht voor orkest
- 2006 Lento, Op.18, voor orkest
- 2008 Rev. 2010 Obertura Heroica, Op.26, symfonisch gedicht voor orkest
- 2010 Concertino, Op.34, voor 4 klarinet en orkest
- 2011 Misa Nupcial, Op.40, voor sopraan, orgel en orkest

### Werken voor harmonieorkest
- 2002 Homenaje al Maestro Álvarez Alonso, Op.3, paso doble
- 2003 Santiago Apóstol, Op.4, processiemars
- 2003 Amiguiño, Op.5, fandango
- 2004 Virgen de los Remedios, Op.7, processiemars
- 2004 Carmen Checa Jiménez, Op.8, paso doble
- 2004 Sueño de un Recuerdo, Op.10, paso doble
- 2004 Marcha del Ditirambo, paso doble
- 2005 Fantasía, Op.14, symfonisch gedicht voor harmonieorkest
- 2008 Asociación Musical "El Castillo", Op.24, paso doble
- 2008 Heroic Overture, Op.26a, ouverture
- 2008 Escenas Diabólicas, Op.29, voor harmonieorkest
- 2010 Rex Regum, Op.23, processiemars
- 2011 European Overture, Op.42, ouverture
- 2012 1952, Op.49, paso doble
- 2012 An Irish Dream, symfonisch gedicht voor harmonieorkest
- 2012 Fanfarria, Op.50, fanfare
- 2012 Ilusión, paso doble
- 2012 Santo Grial, marcha cristiana
- 2013 Concertino de los Filabres, Op.54, voor 4 trompetten en harmonieorkest
- 2013 Concertino de los Filabres, Op.54a, voor 2 trompetten en harmonieorkest
- 2013 Soledad, Op.56, processiemars
- 2013 Anniversary Overture, ouverture
- 2013 Beethoven is dancing Salsa!, symfonisch gedicht voor harmonieorkest
- 2013 Far West Fantasy, symfonisch gedicht voor harmonieorkest
- 2013 Song for Peace, ouverture
- 2014 A trip to Spain, symfonisch gedicht voor harmonieorkest
- 2014 Pater Dimitte Illis, processiemars
- 2015 Urban Concert, Op.60, voor saxofoon en harmonieorkest
- 2016 American Fanfare, Op.61, fanfare
- 2016 El Submarino Peral, paso doble
- 2017 Mediterranean Kiss, symfonisch gedicht voor harmonieorkest
- 2017 Víctor Barrio, paso doble